# Nuestra Belleza México 1997
Nuestra Belleza México 1997 fue la 4.ª del certamen Nuestra Belleza México la cual se realizó en el Salón Teotihuacán del Centro Internacional de Convenciones del puerto de Acapulco, Guerrero el sábado 20 de septiembre de 1997. Treinta y dos candidatas de toda la República Mexicana compitieron por el título nacional, el cual fue ganado por Katty Fuentes de Nuevo León quien compitió en Miss Universo 1998 en Honolulú, Hawái, Estados Unidos. Fuentes fue coronada por la Nuestra Belleza México saliente Rebeca Tamez, convirtiéndose en la segunda neoleonesa en ir a Miss Universo.
El título de Nuestra Belleza Mundo México 1997 fue ganado por Blanca Soto de Morelos quien compitió en Miss Mundo 1997 en las islas Seychelles. Soto fue coronada por la Nuestra Belleza Mundo México saliente Yessica Salazar, convirtiéndose en la primera morelense en ir a Miss Mundo.
Por segundo año consecutivo y por segunda vez en la historia del concurso, dos finales fueron realizadas por separado para seleccionar a las Ganadoras de los títulos "Nuestra Belleza México" y "Nuestra Belleza Mundo México".

## Resultados
| Posición                    | Candidata |
| Nuestra Belleza México 1997 | - Nuevo León - Katty Fuentes |
| 1.ª Finalista               | - Morelos - Blanca Soto |

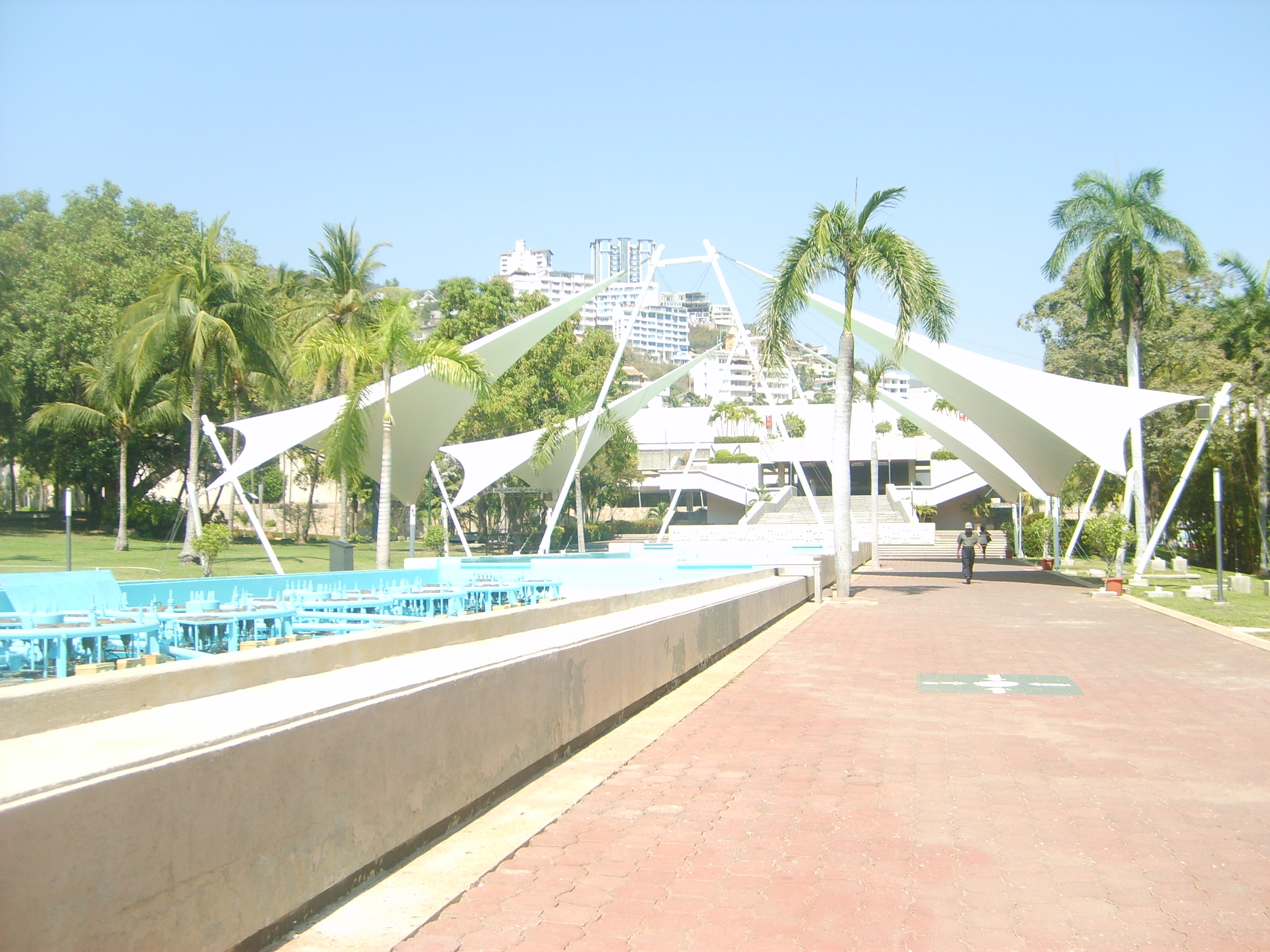
Centro Internacional de Convenciones
Recinto donde se llevó a cabo la final de Nuestra Belleza México 1997.

| 2.ª Finalista               | - Distrito Federal - Felicidad Aveleyra |
| 3.ª Finalista               | - Estado de México - Elizabeth Jiménez |
| 4.ª Finalista               | - Tabasco - Karla Corral |
| 5.ª Finalista               | - Aguascalientes - Patricia Amador |
| Top 16                      | - Baja California - Carolina Castro - Campeche - Bárbara Macossay - Coahuila - Alejandra Mena - Colima - Karla Cortés - Durango - Karla Pescador - Guanajuato - Mónica Macías - Jalisco - Tatiana Ruvalcaba - Nayarit - Corina Torres - Sinaloa - Deyanira Penney - Tamaulipas - Kelly Nelson |

## Áreas de competencia

### Semifinal: Nuestra Belleza Mundo México
La competencia semifinal y elección de "Nuestra Belleza Mundo México" se realizó en el Salón Teotihuacán del Centro Internacional de Convenciones del puerto de Acapulco, Guerrero el sábado 13 de septiembre, una semana antes de la competencia final. Previo al final del evento, todas las candidatas compitieron en traje de baño y traje de noche como parte de la selección de las 16 candidatas quienes pasarían directamente al Top 16. El nombre de las 16 concursantes fue revelado durante el inicio en vivo del evento final. La conducción del evento estuvo a cargo de Raúl Velasco y Karina Velasco.
La ganadora de Nuestra Belleza Mundo México 1997 fue Blanca Soto de Morelos quien compitió en Miss Mundo 1997 en las islas Seychelles. El evento fue la 2.ª edición del concurso "Nuestra Belleza Mundo México" como concurso oficial donde de manera individual se elige a la representante de México para Miss Mundo. La ganadora de este evento participó en la competencia final. La parte musical fue amenizada por Sentidos Opuestos, Mœnia, Paulina Rubio y Vicente Fernández.
| Posición                          | Candidata                               |
| Nuestra Belleza Mundo México 1997 | - Morelos - Blanca Soto                 |
| 1.ª Finalista                     | - Distrito Federal - Felicidad Aveleyra |
| 2.ª Finalista                     | - Nuevo León - Katty Fuentes            |
| 3.ª Finalista                     | - Estado de México - Elizabeth Jiménez  |
| 4.ª Finalista                     | - Nayarit - Corina Torres               |

#### Jurado Preliminar
Estos son los miembros del jurado preliminar, que eligieron al Top 16 durante la competencia semifinal, luego de ver a las candidatas en privado durante entrevistas y pasarela en traje de baño y gala:
- Carlos Latapi - Fotógrafo
- Rebeca Solano - Coordinadora de moda
- Tony Scheffler - Reportero
- Eugenia Cauduro - Modelo y actriz de televisión
- Mario Cimarro - Actor de televisión
- Rosario Pérez - Coordinadora de moda

### Final
La gala final fue transmitida en vivo a través del Canal de las Estrellas para todo México desde el Salón Teotihuacán del Centro Internacional de Convenciones del puerto de Acapulco, Guerrero el sábado 20 de septiembre de 1997.  La conducción del evento estuvo a cargo de Raúl Velasco y Karina Velasco  dentro del programa dominical Siempre en domingo.
El grupo de 16 semifinalistas se dio a conocer durante la competencia final.
- Las 16 semifinalistas desfilaron en una nueva ronda en traje de baño y vestido de noche, posteriormente 10 de ellas fueron eliminadas.
- Las 6 finalistas se sometieron a una pregunta final y posteriormente dieron una última pasarela, donde el panel de jueces consideró la impresión general que dejó cada una de las finalistas para votar y definir posiciones finales.

#### Jurado Final
Estos son los miembros del jurado que evaluaron a las concursantes:
- Carlos Méndez - Editor
- Mayra Saucedo - Periodista
- Manuel Villagrán - Productor de televisión
- Myrka Dellanos - Periodista y conductora de televisión
- Fernando Carrillo - Actor de televisión
- Montserrat Olivier - Actriz, conductora de televisión y modelo
- Patrice Guedy -Estilista
- Yadhira Carrillo - Nuestra Belleza Aguascalientes 1994  y actriz de televisión

#### Entretenimiento
- Intermedio: Carlos Cuevas, Humberto Herrera y Aída Cuevas interpretando "El Principio"

### Premios Especiales
| Premio                    | Candidata                          |
| Nuestra Belleza Fotogenia | - Nuevo León - Katty Fuentes       |
| Piel Hinds                | - Nuevo León - Katty Fuentes       |
| Rostro Hinds              | - Aguascalientes - Patricia Amador |
| Bronceado Solar Hinds     | - Morelos - Blanca Soto            |
| Mejor Traje Típico        | - Distrito Federal - "Concheros"   |

## Candidatas
| Estado              | Candidata                           | Edad | Residencia       |
| Aguascalientes      | María Patricia Amador Luján         | 21   | Aguascalientes   |
| Baja California     | Carolina Vanessa Castro Mendoza     | 22   | Tijuana          |
| Baja California Sur | María Elizabeth Reyes Rodríguez     | 22   | La Paz           |
| Campeche            | Bárbara Macossay Arteaga            | 19   | Campeche         |
| Chiapas             | María Elena Pérez Peña              | 18   | Tapachula        |
| Chihuahua           | María Cristina Castro Loya          | 22   | Chihuahua        |
| Coahuila            | Alejandra Mena Ramírez              | 21   | Torreón          |
| Colima              | Karla Ofelia Cortés Figueroa        | 19   | Colima           |
| Distrito Federal    | Felicidad Aveleyra Talamantes       | 18   | Ciudad de México |
| Durango             | Karla Pescador de la Peña           | 18   | Durango          |
| Estado de México    | Elizabeth Jiménez Dueñas            | 19   | Toluca           |
| Guanajuato          | Mónica Macías Chávez                | 18   | Celaya           |
| Guerrero            | Carla Coral López Solís             | 20   | Chilpancingo     |
| Hidalgo             | Gabriela García Muro                | 21   | Tulancingo       |
| Jalisco             | Tatiana Eileen Ruvalcaba Della Roca | 18   | Yahualica        |
| Michoacán           | María de Lourdes Romero Orozco      | 20   | Apatzingán       |
| Morelos             | Blanca Delfina Soto Benavides       | 18   | Cuernavaca       |
| Nayarit             | Corina Torres Cañas                 | 23   | Tepic            |
| Nuevo León          | Katty Fuentes García                | 20   | Monterrey        |
| Oaxaca              | Annemie Santibáñez Hoffmann         | 18   | Huajuapan        |
| Puebla              | Liliana Flores Bashbuch             | 18   | Puebla           |
| Querétaro           | Laura Manuela Barbeito Chávez       | 19   | Querétaro        |
| Quintana Roo        | Luz María Cabrera Montoya           | 22   | Chetumal         |
| San Luis Potosí     | Mayra Sandoval Martínez             | 21   | San Luis Potosí  |
| Sinaloa             | Deyanira Liliana Penney López       | 21   | Culiacán         |
| Sonora              | Ana Laura Bernal Camarena           | 19   | Ciudad Obregón   |
| Tabasco             | Karla Alejandra Corral Salomón      | 21   | Tenosique        |
| Tamaulipas          | Kelly Ann Nelson González           | 18   | Reynosa          |
| Tlaxcala            | Ivonne Corona Morales               | 18   | Tlaxcala         |
| Veracruz            | Erika Beatriz Pérez Pérez           | 19   | Veracruz         |
| Yucatán             | Amelia Sierra Calderón              | 18   | Mérida           |
| Zacatecas           | Gabriela Serrano Briones            | 20   | Zacatecas        |

## Crossovers
| Miss Universo - 1998: Nuevo León - Katty Fuentes Miss Mundo - 1997: Morelos - Blanca Soto Miss Atlántico Internacional - 1998: Nuevo León - Katty Fuentes (3ª Finalista) Reinado Internacional del Café - 1998: Tabasco - Karla Corral Miss Costa Maya International - 1998: Campeche - Bárbara Macossay | Reinado Internacional de las Flores - 1998: Estado de México - Elizabeth Jiménez Nuestra Belleza Internacional - 1997: Aguascalientes - Patricia Amador Reina de la Atlántida - 1997: Distrito Federal - Felicidad Aveleyra (Ganadora) Miss Verano Viña del Mar - 1998: Morelos - Blanca Soto (Ganadora) Flor Tabasco - 1994: Tabasco - Karla Corral (Ganadora) Reina de la Feria de San Marcos - 1994: Aguascalientes - Patricia Amador (Ganadora) |